# Historia doktryn politycznych i prawnych
Historia doktryn politycznych i prawnych – nauka humanistyczna i społeczna, jedna z najmłodszych dyscyplin prawoznawstwa. Zajmuje się rekonstrukcją historii myśli politycznej oraz prawnej. Jest to historia poglądów na strukturę polityczną społeczeństwa oraz na obowiązujące w społeczeństwie prawo. Po 1956 stała się odrębnym przedmiotem w dydaktyce uniwersyteckiej.

## Charakterystyka
Zdaniem Andrzeja Sylwestrzaka doktryna to historycznie ukształtowany pogląd, wyjaśniający powstanie, organizację, funkcjonowanie państwa i prawa, wskazujący zarazem ich cele.
Historia doktryn nawiązuje do dorobku innych przedmiotów prawniczych, w tym: filozofii prawa, teorii prawa, historii prawa, prawa konstytucyjnego, prawa międzynarodowego, prawa karnego, prawa cywilnego.
W ramach tej dyscypliny wyróżnia się różne szkoły, np.:
- idealistyczną, zajmującą się problemem idei w dziejach,
- socjologiczną, badającą zjawisko społeczne uważane za najważniejsze w rozwoju cywilizacyjnym,
- materialistyczną, kładącą nacisk na prymat interesów ekonomicznych.

Historia doktryn może spełniać różne funkcje, np.:
- tłumaczyć zjawiska życia państwowego,
- krytykować istniejący stan rzeczy,
- wskazywać perspektywy rozwoju,
- integrować społeczeństwo wokół jakiegoś programu.

W historii doktryn przenikają się procesy negacji i kontynuacji, tj. każda nowa doktryna nawiązuje do przeszłych koncepcji. Równocześnie mogą również występować doktryny wykluczające się nawzajem (np. socjalizm i kapitalizm).
Doktryny można dzielić na:
- starożytne, średniowieczne, nowożytne, współczesne (według kryterium chronologicznego),
- rewolucyjne, konserwatywne i reakcyjne (odwołujące się do kryterium rewolucji jako zjawiska odgrywającego doniosłą rolę w dynamizowaniu stosunków społecznych i politycznych),
- postępowe i wsteczne,
- dogmatyczne (konsekwentne przyjmowanie wzorów zalecanych w doktrynie politycznej bez krytycznego zastanawiania się, jak dalece mogą one w ogóle być zastosowane; z zasady nie dopuszcza możliwości modyfikacji doktryny, stając zazwyczaj ortodoksyjnie na stanowisku obrony tez w niej zawartych; metody dogmatyczne zazwyczaj nie doceniają wymogów czasu i zmian, względem których każda doktryna polityczna powinna podlegać modyfikacji) oraz rewizjonistyczne (dopuszcza możliwość odejścia od podstawowych założeń doktryny modyfikując je niekiedy do granic, w ostatecznej formie niewiele przypominających założenia wyjściowe; zakłada swoista dobrowolność interpretacji, prowadzącą niekiedy do zaprzepaszczenia fundamentalnych tez interpretowanej doktryny)[2].

## Polscy historycy doktryn politycznych i prawnych (lista niepełna)
- prof. Adam Bosiacki
- prof. Krystyna Chojnicka
- prof. Hubert Izdebski
- dr hab. Władysław Teofil Kulesza
- prof. Marek Maciejewski
- prof. Jacek Majchrowski
- prof. Ryszard M. Małajny
- prof. Henryk Olszewski
- prof. Bogdan Szlachta
- prof. Maria Zmierczak
- prof. Lech Dubel